# Fissidens gomae
Fissidens gomae là một loài Rêu trong họ Fissidentaceae. Loài này được P. de la Varde & J.-F. Leroy mô tả khoa học đầu tiên năm 1947.